# Lake Chelan
Lake Chelan ist ein schmaler, 81 km langer See im Chelan County im Norden des US-Bundesstaates Washington. Es ist der größte natürliche See des Staates. Der Name geht auf den Indianerstamm der Chelan zurück.
Lake Chelan wird durch Zuflüsse aus der Kaskadenkette gespeist und hat eine maximale Tiefe von 453 m (manche Quellen geben auch 432 m an), womit er in den Vereinigten Staaten an dritter Stelle und weltweit an neunter Stelle liegt. Die Wasseroberfläche befindet sich 335 m über dem Meeresspiegel und die durchschnittliche Breite beträgt rund 1,5 Kilometer. Die maximale Breite beträgt rund 2,9 Kilometer.
An der südöstlichen Spitze des Sees liegt die Stadt Chelan, wo das Seewasser sich durch das Wasserkraftwerk des Lake Chelan Dams in den Chelan River ergießt. Am nordwestlichen Ende liegt der Ort Stehekin, der von Chelan aus nur mit dem Boot, dem Flugzeug oder zu Fuß erreichbar ist. Der Lake Chelan State Park, ein vom Bundesstaat Washington ausgewiesener State Park, erstreckt sich entlang des Südufers und ist durch eine Straße erschlossen. 
Der nördliche Teil des Sees wurde 1968 als Naturschutz- und Erholungsgebiet Lake Chelan National Recreation Area vom Typ eines National Recreation Area (Erholungsgebiet von Nationaler Bedeutung) ausgewiesen und dem National Park Service zur Verwaltung übergeben. Es geht nach Norden in den North-Cascades-Nationalpark über. Das NRA ist ein ausgezeichnetes Angelrevier und dient vielen anderen Formen des Wassersports und der Erholung am Wasser. Das Gebiet ist durch einen Fährservice von Chelan erschlossen und wird vom Fernwanderweg Pacific Crest Trail durchquert. Ein Besucherzentrum und ein rustikales Hotel liegen am Fährterminal, fünf Campingplätze sind zu Fuß, drei weitere nur vom Wasser aus erreichbar.